# Juniewicze
Juniewicze [pronunciación en polaco: /juɲɛˈvit͡ʂɛ/] es un pueblo ubicado en el distrito administrativo de Gmina Huszlew, dentro del Distrito de Łosice, Voivodato de Mazovia, en el este de Polonia central. Se encuentra aproximadamente a 4 kilómetros al oeste de Huszlew, a 11 kilómetros al sureste de Łosice, y a 123 kilómetros al este de Varsovia.